# Хархару
Хархару (на акадски: 𒄯𒄩𒊒 или Ḫar-ḫa-ru) е пети цар на Асирия, от династията на „17 царе, които живели в палатки“. Той наследява трона от Сухламу. Управлява в периода 2361 – 2348 пр.н.е.